# Santísima Trinidad (navili)
|  | No s'ha de confondre amb Santísima Trinidad (galió). |

El Santísima Trinidad (oficialment Nuestra Señora de la Santísima Trinidad) fou un navili de línia espanyol de 120 canons, ampliats fins a 140 posteriorment, el qual fou el més gran i millor armat de la seva època, sent l'únic vaixell que comptà amb 4 cobertes. La tripulació i guarnició era de 1.071 places i 25 criats.

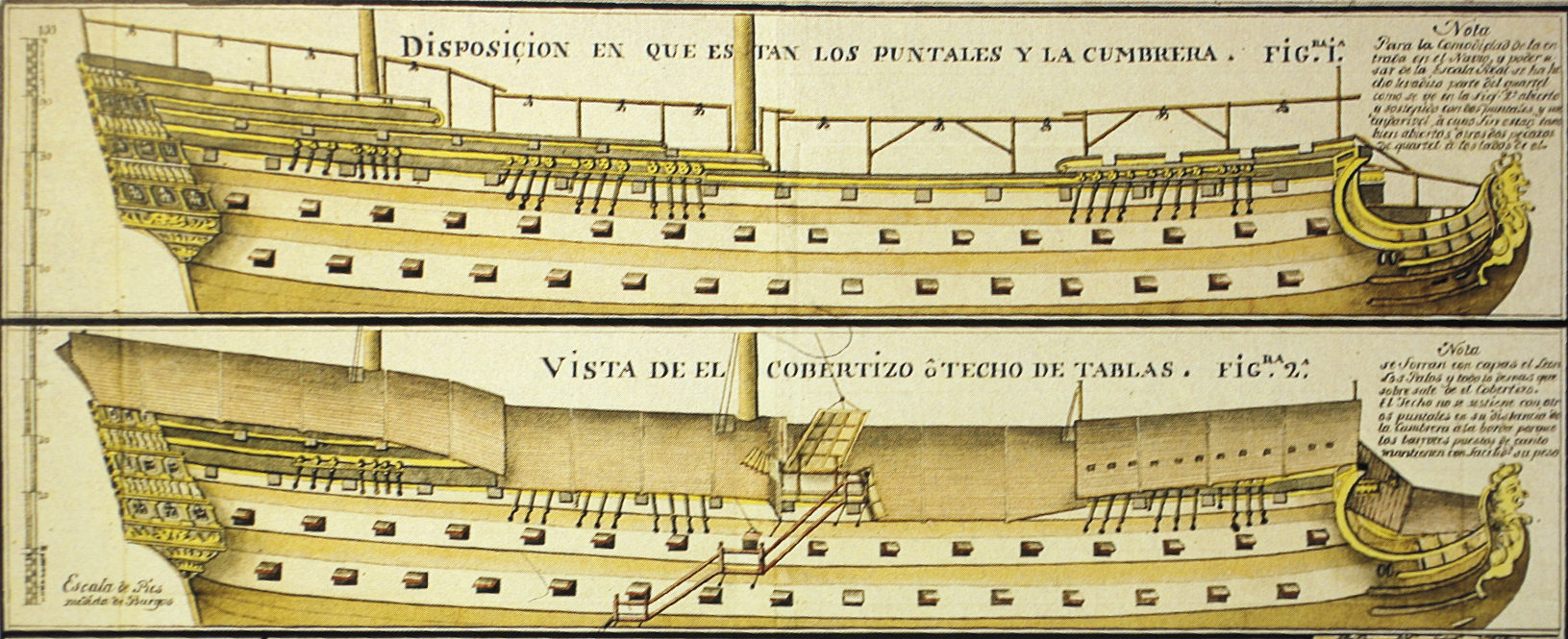
Esquema del Santísima Trinidad

Fou avarat l'octubre de 1769 a les drassanes de l'Havana amb una eslora de 61,40 m, una quilla de 52,72 m, una mànega de 16,59 m i un puntal de 8,31 m. El seu cost de fàbrica fou de 40.000 ducats espanyols. Després de ser provat en alta mar, s'adonaren que comptava amb diferents inconvenients, i per això fou modificat a les drassanes de Ferrol i Cadis, passant així a ser l'únic vaixell de l'època amb 4 cobertes i ampliant les seves dimensions a una eslora de 63,36 m, una quilla de 54,02 m, una mànega de 16,67 m, un puntal de 8,26 m, un calat de 8,50 m a popa i 7,67 m a proa.
Durant la Guerra d'Independència dels Estats Units, el Santísima Trinidad fou el vaixell insígnia de la flota espanyola, prenent part de les operacions del Canal de la Mànega a finals d'estiu de 1779, de la captura d'un comboi anglès de 51 vaixells i de la batalla del cap d'Espartel. Això no obstant, se'l recorda pel seu tràgic final durant la batalla de Trafalgar.
L'any 1805, durant la batalla de Trafalgar, el Santísima Trinidad estigué sota les ordres del cap d'esquadró Baltasar Hidalgo de Cisneros, amb Francisco Javier de Uriarte y Borja com a Capità de Bandera. Després d'una dura i heroica lluita, amb uns 200 morts i 100 ferits, el vaixell fou capturat en molt males condicions per l'armada anglesa. Els anglesos intentaren traslladar el vaixell capturat al port anglès de Gibraltar, essent remolcat per dues fragates, això no obstant, el malmés Santísima Trinidad acabaria enfonsant-se a unes 25 milles nàutiques de Cadis.
Símbol del final del poder marítim espanyol, la major arma de guerra de la seva època, actualment és al fons del mar i les seves peces d'artilleria foren extretes i instal·lades a l'entrada del Panteó de Mariners Il·lustres situat a Arsenal de la Carraca.